# 元维基
元维基（Meta-Wiki）是维基媒体基金会旗下负责各维基媒体计划之间协调工作的项目，它是一個眾多維基媒體的發送消息的中心。其中重要的說明文件都首先在元维基上发布后再复制或翻译后套用到其他维基计划。雖然它的主要語言是英語，但是因為安排的活動在不同的地區進行也設有其他的語言。

## 外部連結
- 官方网站